# André–Quillenkohomologi
Inom kommutativ algebra är André–Quillenkohomologi en kohomologiteori för kommutativa ringar som är nära relaterad till kotangenskomplexet. De första tre kohomologigrupperna introducerades av Lichtenbaum & Schlessinger (1967) och kallas ibland Lichtenbaum–Schlessinger-funktorerna T0, T1, T2, och de högre grupperna definierades oberoende av Michel André och Daniel Quillen genom att använda homotopiteori. En parallell homologiteori är André–Quillenhomologi.

## Definition
Låt B vara en A-algebra och låt M vara en B-modul. Låt P vara en simplicial kofibrant A-algebraresolution av B. André betecknar den q-te kohomologigruppen av B över A med koefficienter i M med Hq(A, B, M), emedan Quillen betecknar samma grupp som Dq(B/A, M). Den q-te André–Quillen-kohomologigruppen är
{\displaystyle D^{q}(B/A,M)=H^{q}(A,B,M){\stackrel {\text{def}}{=}}H^{q}(\operatorname {Der} _{A}(P,M)).}
Den q-te André–Quillen-homologigruppen är:
{\displaystyle D_{q}(B/A,M)=H_{q}(A,B,M){\stackrel {\text{def}}{=}}H_{q}(\Omega _{P/A}\otimes _{B}M).}
Låt LB/A vara det relativa kotangenskomplexet av B över A. Då har vi formlerna
{\displaystyle D^{q}(B/A,M)=H^{q}(\operatorname {Hom} _{B}(L_{B/A},M))}
{\displaystyle D_{q}(B/A,M)=H_{q}(L_{B/A}\otimes _{B}M).}